# Johann Dihanich
Johann „Hans“ Dihanich (* 24. Oktober 1958 in Eisenstadt) ist ein ehemaliger österreichischer Fußball-Nationalspieler und betreut derzeit als Fußballtrainer die Mannschaft des ASKÖ Klingenbach. Als Spieler gewann der Verteidiger fünf österreichische Meisterschaften mit der Wiener Austria und war im Kader der Weltmeisterschaft 1982. Als Cheftrainer arbeitete er bislang in der 2. Division bei seinem Stammverein ASKÖ Klingenbach und dem SC-ESV Parndorf 1919.

## Karriere

### Nationalspieler und Serienmeister in Wien
Hans Dihanich begann seine Karriere bei seinem Heimatverein  ASKÖ Klingenbach, wo er 1978 von der Wiener Austria abgeworben wurde. Bei den Veilchen kam der Abwehrspieler oft auch im Mittelfeld zum Einsatz und konnte bereits in seinen ersten drei Saisonen dreimal österreichischer Meister werden. Unter Karl Stotz feierte er zudem am 8. Oktober 1980 ein erfolgreiches Debüt in der österreichischen Nationalmannschaft mit einem 3:1 über Ungarn. Hans Dihanich spielte auch in fünf der noch ausstehenden sieben Spielen der erfolgreichen WM-Qualifikation 1982. Obwohl er auch bei den siegreichen WM-Tests gegen Ungarn und die Tschechoslowakei mitwirkte, war er bei der Endrunde in Spanien nur Ersatzspieler.
Bei der Austria erreichte Hans Dihanich unter Václav Halama zwar 1983 mit dem Einzug ins Europacuphalbfinale gegen Real Madrid über Panathinaikos Athen, Galatasaray Istanbul und den FC Barcelona seinen größten Erfolg auf Klubebene; Probleme mit dem Trainer führten aber zu einem einjährigen Intermezzo bei der SSW Innsbruck. Nach seiner Rückkehr zur Austria feierte Hans Dihanich 1984 auch noch ein kurzfristiges Comeback in der Nationalmannschaft. Letztlich konnte er noch zwei weitere österreichische Meisterschaften gewinnen, ehe er 1987 zum kleineren GAK wechselte.

### Karriereausklang und Trainertätigkeiten
Nach zwei Jahren in der 1. Division in Graz ging Hans Dihanich 1989 noch zum SK VÖEST Linz in die 2. Division, mit dem ihm 1991 mit dem ersten Platz im Mittleren Play-off der Aufstieg in die 1. Division gelang. Der Verteidiger blieb aber in der 2. Division und ging zum FavAC. 1992 kehrte er letztlich zu seinem Stammverein ASKÖ Klingenbach zurück, wo er später auch als Spielertrainer zu arbeiten begann. Von 1994 bis 1996 spielten die Klingenbacher dabei zwei Jahre in der 2. Division.
2000 kam es zur Rückkehr in die Bundesliga, zunächst als Co-Trainer beim GAK und ab 2001 bis 2005 als Co-Trainer der Wiener Austria, wobei 2003 die österreichische Meisterschaft gewonnen wurde. Nach Engagements bei der SV Rohrbach und dem ASKÖ Klingenbach trainierte Hans Dihanich 2007/08 den SC-ESV Parndorf 1919 in der Ersten Liga, konnte aber den Abstieg nicht verhindern. Zum Jahresende 2008 wurde er zum Trainer der Wiener Austria Amateure als Nachfolger von Thomas Janeschitz bestellt.

## Erfolge
- 1 × Europacup-Semifinalist: 1983 (CC)
- 6 × Österreichischer Meister: 1979, 1980, 1981, 1985, 1986 (Spieler); 2003 (Co-Trainer)
- 5 × Österreichischer Cupsieger: 1980, 1982, 1986 (Spieler); 2003, 2005 (Co-Trainer)
- Teilnahme Weltmeisterschaft 1982: 8. Platz (ohne Einsatz)
- 10 Länderspiele für die österreichische Fußballnationalmannschaft von 1980 bis 1984